# Openbaar vervoer in Arnhem
Het openbaar vervoer in Arnhem bestaat uit diverse vormen van openbaar vervoer. De stad beschikt over vier treinstations:
- Arnhem Centraal
- Arnhem Presikhaaf
- Arnhem Velperpoort
- Arnhem Zuid

Het centraal station van Arnhem vormt het knooppunt van openbaar vervoer in de stad. Het ligt tegenover het centrum van Arnhem. Vanaf dit station vertrekken treinen in richting Nijmegen, Roosendaal, Tiel, Winterswijk, Zwolle, Amsterdam, Schiphol en Rotterdam, en de internationale treinen naar Düsseldorf, Köln en Frankfurt am Main.
Vanaf het overdekte busstation onder het centraal station vertrekken de reguliere stads- en streekbussen naar plaatsen in de omgeving. De trolleybussen vertrekken vanaf een eigen niet overdekte busplein aan de oostkant van het station, behalve lijn 352 die aan de Utrechtsestraat halteert en lijn 3 die in het overdekte busstation stopt. Naast deze busstations zijn er ook busstations bij het Willemsplein aan de oostkant van het centraal station, het Velperplein aan de andere kant van het centrum en bij winkelcentrum Kronenburg in Arnhem-Zuid.
De stadsbussen en de meeste streekbussen worden verzorgd door vervoersbedrijf Connexxion-dochter Hermes in het concept Breng. De busverbindingen richting de Achterhoek worden verzorgd door vervoerbedrijven Arriva en Hermes (gecombineerde lijn want Arnhem - Doesburg valt onder Hermes en Doesburg - Doetinchem onder Arriva; maar de lijn is niet 'geknipt'). De verbinding naar de Veluwe is ook gecombineerd. Deze wordt gereden door Hermes onder de namen Breng & RRReis.

## Geschiedenis
Door de ligging van Arnhem was de stad al vroeg een middelpunt van verbindingslijnen van openbaar vervoer. Voordat er een spoorlijn werd aangelegd, bestond het openbaar vervoer uit karren, veelal in particuliere handen. Vanuit Arnhem waren begin 19e eeuw dagelijkse verbindingen met Nijmegen en Utrecht en was het mogelijk om meerdere malen per week naar steden als Amsterdam, Rotterdam, Deventer en Doetinchem te gaan. Eveneens bestond er een verbinding die driemaal per week naar Düsseldorf en Berlijn ging.
De opening van de Rhijnspoorweg, aangelegd en geëxploiteerd door de Nederlandsche Rhijnspoorweg-Maatschappij (NRS), bracht Arnhem een stuk dichter bij de rest van Nederland. Vóór de opening van de spoorlijn was de reistijd naar Amsterdam nog zeventien en naar Den Haag vierentwintig uur. Aanvankelijk zou de spoorlijn langs de Rijn worden aangelegd, wat een goede uitwisseling tussen scheepvaart en spoor mogelijk zou maken. Bovendien zou het spoor dan niet door het heuvelachtige landschap ten noorden van Arnhem aangelegd hoeven te worden. Desondanks besloot Gedeputeerde Staten tot de laatste variant.
De hoogteverschillen werden overbrugd met een spoordijk. De spoorlijn werd feestelijk geopend op 14 mei 1845. Aanvankelijk reden er drie treinen per dag van en naar Utrecht en Arnhem. Na moeizame onderhandelingen met Pruisen werd op 15 februari 1856 de verlenging van de Rhijnspoorweg naar Duitsland geopend. Op 1 februari 1865 werd de Staatslijn A geopend. Deze spoorlijn, aangelegd door de Staat der Nederlanden en geëxploiteerd door Maatschappij tot Exploitatie van Staatsspoorwegen (SS), verbond Arnhem met Deventer en (vanaf 1868) Leeuwarden. De NRS en SS gebruikten het NRS-station gezamenlijk. Door capaciteitsgebrek in het station besloten de NRS en de SS een nieuw station te bouwen, wat werd geopend in 1867. Arnhems derde spoorlijn, de door de Staat der Nederlanden aangelegde spoorlijn Arnhem - Nijmegen, werd geopend op 12 juni 1879.
Arnhem stelde voor deze spoorlijn aan de oostzijde van de stad aan te leggen. Arnhem breidde sterk in deze richting uit. Een gecombineerde spoor- en verkeersbrug op deze plek zou zeer welkom zijn. Uiteindelijk werd de spoorlijn in het westen van de stad aangelegd, met uitsluitend een spoorbrug over de Rijn. De gewenste verkeersbrug (de huidige John Frostbrug) werd uiteindelijk geopend in 1935. Het stationsgebouw werd verwoest tijdens de Slag om Arnhem. Op 8 mei 1954 werd het nieuwe stationsgebouw, een ontwerp van ir. H.J.G. Schelling, geopend. Dit station werd al langer als weinig functioneel beschouwd. Sinds het eind van de jaren 80 leeft het idee het station te vervangen door nieuwbouw. Dit plan is van 2006 tot 2011 gerealiseerd. De sloop van het oude station heeft eind 2007 plaatsgevonden, waarmee ruimte voor een compleet nieuw station ontstond.

### Dienstregeling sinds 2007
De sneltrein Roosendaal - Zwolle werd in de dienstregeling van 2007 gesplitst in de intercitydiensten Nijmegen - Zwolle en Roosendaal – Arnhem. De laatste reed als stoptrein tussen Arnhem en Nijmegen. Volgens NS hielp de opdeling van de sneltrein bij het verminderen van vertragingen. Eind 2007 werd bekend dat hetzelfde bedrijf onderzoek deed naar het herstel van een doorgaande verbinding Zwolle - Roosendaal.
De voormalige stoptrein tussen Zutphen - Arnhem - Nijmegen ging rijden op het traject Zutphen - Arnhem - Ede-Wageningen. Tussen Arnhem en Ede bleef de stoptrein alleen in de spits elk half uur rijden. Tussen Zutphen en Arnhem reed de stoptrein op zondag de hele dag elk uur. De rechtstreekse stoptreinverbinding met Nijmegen van de stations tussen Zutphen en Arnhem was hiermee vervallen. In Elst stopten buiten de spits minder treinen.
De intercity's tussen Arnhem en Utrecht Centraal gingen vier keer per uur rijden en stopten altijd in Ede-Wageningen. De intercity naar Den Helder stopte in Veenendaal-De Klomp. Driebergen-Zeist werd bediend door de intercity naar Den Haag. De laatste trein reed niet meer 's avonds en op zondagmorgen. Dan stopte de intercity Nijmegen-Den Helder op beide stations. De spitsstoptrein tussen Arnhem en Utrecht verviel. In plaats hiervan reed er een spitsstoptrein tussen Veenendaal Centrum en Utrecht.
In de dienstregeling van 2009 is de intercity naar Den Haag vervangen door een intercitydienst van Nijmegen naar Schiphol via Arnhem en Utrecht Centraal. Ook kwam de verbinding tussen Zwolle en Roosendaal weer terug door de twee intercitydiensten samen te voegen. Deze reed tussen Zwolle en Zutphen, tussen Arnhem en Nijmegen en tussen Breda en Roosendaal als stoptrein. In september maakte deze intercity door de studentendrukte in de spits een extra stop op station Arnhem Presikhaaf. Ook de stoptrein Zutphen - Nijmegen werd heringevoerd. Deze kwam terug als sprinter.

## Treinen
De volgende treinseries stoppen in de dienstregeling 2025 in Arnhem:
| Serie          | Treinsoort                           | Route | Bijzonderheden |
| -------------- | ------------------------------------ | --- | --- |
| 100 ICE 43     | Intercity-Express (NS International) | Amsterdam Centraal – Utrecht Centraal – Arnhem Centraal – Oberhausen Hbf – Duisburg Hbf – Düsseldorf Hbf ] / [ Hannover Hbf – Minden (Westf) – Herford – Bielefeld Hbf – Gütersloh Hbf – Hamm (Westf) – Hagen Hbf – Wuppertal Hbf ] – Köln Hbf – Siegburg/Bonn – Frankfurt (Main) Flughafen Fernbahnhof – Mannheim Hbf – Karlsruhe Hbf – Offenburg – Freiburg (Breisgau) Hbf – Basel Bad Bf – Basel SBB | Eén keer per dag tussen Amsterdam en Basel. |
| 120/220 ICE 78 | Intercity-Express (NS International) | Amsterdam Centraal – Utrecht Centraal – Arnhem Centraal – Oberhausen Hbf – Duisburg Hbf – Düsseldorf Hbf – Köln Hbf – Frankfurt (Main) Flughafen Fernbahnhof – Frankfurt (Main) Hbf | Wordt aangevuld door de serie 100 / ICE 43. |
| 3000           | Intercity (NS)                       | Nijmegen – Arnhem Centraal – Ede-Wageningen – Veenendaal-De Klomp – Driebergen-Zeist – Utrecht Centraal – Amsterdam Centraal – Zaandam – Alkmaar – Den Helder | Veenendaal-De Klomp wordt alleen na 19:00 bediend door deze serie. |
| 3100           | Intercity (NS)                       | Den Haag Centraal – Leiden Centraal – Schiphol Airport – Amsterdam Bijlmer ArenA – Utrecht Centraal – Veenendaal-De Klomp – Ede-Wageningen – Arnhem Centraal – Nijmegen | Rijdt na circa 22:30, zaterdagochtend tot circa 9:00 en op zondagochtend tot circa 10:00 niet tussen Nijmegen en Utrecht Centraal v.v. Stopt alleen van vrijdag t/m zondag tot circa 19:00 te Veenendaal-De Klomp. |
| 3200           | Intercity (NS)                       | Arnhem Centraal – Ede-Wageningen – Utrecht Centraal – Amsterdam Zuid – Schiphol Airport – Leiden Centraal – Den Haag HS – Delft – Rotterdam Centraal | Stopt niet te Schiedam Centrum. Rijdt alleen van maandag tot en met donderdag tot circa 19:00. |
| 3600           | Intercity (NS)                       | Roosendaal – Breda – Tilburg – 's-Hertogenbosch – Nijmegen – Arnhem Centraal – Dieren – Zutphen – Deventer – Zwolle | |
| 6600           | Sprinter (NS)                        | Dordrecht – Breda – Tilburg – 's-Hertogenbosch – Nijmegen – Arnhem Zuid – Arnhem Centraal | Rijdt alleen doordeweeks tot 19:00 uur tussen Nijmegen en Arnhem Centraal v.v. |
| 7500           | Sprinter (NS)                        | Ede-Wageningen – Arnhem Centraal | |
| 7600           | Sprinter (NS)                        | Wijchen – Nijmegen – Arnhem Zuid – Arnhem Centraal – Arnhem Velperpoort – Arnhem Presikhaaf – Dieren – Zutphen | 's Avonds na 20:00 uur en op zondag wordt er niet tussen Nijmegen en Wijchen v.v. gereden en wordt 1x per uur gereden tussen Arnhem Centraal en Zutphen v.v. |
| 20000 RE 19    | Regional-Express (VIAS)              | Arnhem Centraal – Zevenaar – Emmerich-Elten – Emmerich – Wesel – Oberhausen Hbf – Duisburg Hbf – Düsseldorf Flughafen – Düsseldorf Hbf | Rhein-IJssel-Express |
| 21430          | Intercity (NS)                       | Utrecht Centraal – Driebergen-Zeist – Veenendaal-De Klomp – Ede-Wageningen – Arnhem Centraal – Elst – Nijmegen | Nachtnet. Rijdt alleen in de nachten van vrijdag op zaterdag en zaterdag op zondag. Stopt richting Utrecht Centraal niet in Veenendaal-De Klomp en Driebergen-Zeist. |
| 30700 RS 32    | Stoptrein (Hermes)                   | Arnhem Centraal – Arnhem Velperpoort – Doetinchem | Rijdt onder de naam brengdirect en rijdt niet in de avonduren (na 20:00 uur) en het weekend. Verzorgt samen met Arriva een kwartierdienst tussen Arnhem en Doetinchem. |
| 30900 RS 32    | Stoptrein (Arriva)                   | Arnhem Centraal – Arnhem Velperpoort – Doetinchem – Terborg – Winterswijk | Rijdt op zondag ochtend slechts 1x per uur richting Winterswijk. Vormt dan tussen Arnhem en Terborg een 30 minuten dienst met 36900. Op zondag ochtend begint de rit richting Arnhem 1x per uur in Winterswijk en 1x per uur in Terborg. Verzorgt samen met Hermes (die onder de naam brengdirect rijdt) doordeweeks tot 20:00 uur een kwartierdienst tussen Arnhem en Doetinchem. |
| 31100 RS 33    | Stoptrein (Arriva)                   | Arnhem Centraal – Elst – Tiel | Stopt niet te Arnhem Zuid. |
| 36900 RS 32    | Stoptrein (Arriva)                   | Arnhem Centraal – Arnhem Velperpoort – Doetinchem – Terborg | Rijdt op zondagochtend 1 keer per uur richting Terborg. Vormt dan tussen Arnhem en Terborg een 30 minuten dienst met 30900. Rijdt niet op maandag tot en met zaterdag. Rijdt niet richting Arnhem. |

## Busvervoer
De volgende bussen stoppen momenteel in Arnhem:
| Lijn                | Route                                                  | Via | Vervoerder              | Opmerkingen                                                                       |
| Brengtrolley        | Brengtrolley                                           | Brengtrolley | Brengtrolley            | Brengtrolley                                                                      |
| ------------------- | ------------------------------------------------------ | --- | ----------------------- | --------------------------------------------------------------------------------- |
| 1                   | De Laar West - Centraal Station                        | Elderveld, Nelson Mandelabrug | Hermes (Breng)          |                                                                                   |
| 2                   | Centraal Station - De Laar West                        | Velperplein, John Frostbrug, Malburgen-Oost, Kronenburg, Rijnstate Polikliniek-Zuid, De Laar Oost | Hermes (Breng)          |                                                                                   |
| 3                   | Het Duifje - Burgers' Zoo/Openluchtmuseum              | Immerloo, Malburgen Oost, John Frostbrug, Centrum, Centraal Station, Ziekenhuis Rijnstate, 't Cranevelt, Alteveer (lus in één richting 't Cranevelt, Burgers' Zoo en Alteveer) | Hermes (Breng)          |                                                                                   |
| 5                   | Schuytgraaf - Presikhaaf                               | Station Zuid, Elderveld, Nelson Mandelabrug, Centraal Station, Centrum, 't Broek, Winkelcentrum Presikhaaf | Hermes (Breng)          |                                                                                   |
| 6                   | Centraal Station - Elsweide/HAN                        | Centrum, 't Broek, Winkelcentrum Presikhaaf | Hermes (Breng)          |                                                                                   |
| 7                   | Geitenkamp - Rijkerswoerd                              | Monnikenhuizen, Angerenstein, Station Velperpoort, Centrum, Centraal Station, Nelson Mandelabrug, GelreDome, Kronenburg | Hermes (Breng)          |                                                                                   |
| 21                  | Centraal Station - Velp                                | Centrum, Station Velperpoort, Plattenburg | Hermes (Breng)          |                                                                                   |
| Overige stadslijnen |                                                        | |                         |                                                                                   |
| 4                   | Het Duifje - Winkelcentrum Kronenburg                  | Immerloo, Malburgen Oost | Hermes (Breng)          | Rijdt niet 's avonds en op zondag                                                 |
| 8                   | Centraal Station - Velp, Parking President Kennedylaan | Rijnstate (locatie Arnhem), Alteveer, Geitenkamp, Rozendaal | Hermes (Breng)          | Rijdt niet op zondag                                                              |
| 9                   | Centraal Station - Schaarsbergen, IPC                  | Hoogkamp, Oranjekazerne | Hermes (Breng)          | Rijdt 's avonds doordeweeks en in het weekend tot Koningsweg.                     |
| 10                  | Centraal Station - Sportcentrum Papendal               | Het Dorp | Hermes (Breng)          | Rijdt 's avonds en in het weekend tot Het Dorp.                                   |
| 11                  | Centraal Station - Station Zuid                        | Nelson Mandelabrug, GelreDome, Vredenburg | Hermes (Breng)          |                                                                                   |
| 12                  | Centraal Station - IJsseloord 2                        | Huis der Provincie, 't Broek, Presikhaaf, IJsseloord 1 | Hermes (Breng)          | Rijdt in het weekend tot IJsseloord 1.                                            |
| 77                  | Centraal Station → CIOS                                | Willemsplein, Velperplein, Station Velperpoort | Hermes (Breng)          | Ochtendspitslijn                                                                  |
| 78                  | Sportcentrum Papendal - Beekdal Lyceum                 | Het Venster | Hermes (Breng)          | Schoolbus                                                                         |
| Streeklijnen        |                                                        | |                         |                                                                                   |
| 14                  | Arnhem, Centraal Station - Nijmegen, Brakkenstein      | Nelson Mandelabrug, Malburgen-West, Winkelcentrum Kronenburg, Elden, Randweg, De Laar, Elst (Oude Tol, Grote Molenstraat, Prinsenhof, De Wuurde, De Griend, de Vork), Oosterhout (Stationsstraat, Terracottastraat), Lent (Dijkstraat), De Oversteek, Waterkwartier, Plein 1944, Nijmegen CS, Willemskwartier, Hazenkamp, Heijendaal                                                                                           | Hermes (Breng)          |                                                                                   |
| 26                  | Arnhem, Centraal Station - Dieren, Station             | Willemsplein, Velperplein, Station Velperpoort, Huyghenslaan, Station Presikhaaf, Brekelenkampstraat, Velp (Graaf Gerhardstraat, Ziekenhuis, Velperbroek), Duiven, Lathum, Giesbeek, Angerlo, Doesburg (Beumerskamp, tunnel Angerlo, Beinum, Gouden Regenstraat, Kraakselaan, Meipoort, Karel Doormansingel, Koepoortwal) | Hermes (Breng)          |                                                                                   |
| 27                  | Arnhem, Centraal Station - Doetinchem, Station         | Willemsplein, Velperplein, Station Velperpoort, Huyghenslaan, Station Presikhaaf, Brekelenkampstraat, Velp (Graaf Gerhardstraat, Ziekenhuis, Velperbroek), Duiven, Lathum, Giesbeek, Angerlo, Doesburg (Beumerskamp, tunnel Angerlo, Beinum, Haven, Meipoort, Kraakselaan), Drempt, Hoog-Keppel, Laag-Keppel, Langerak | Hermes (Breng) x Arriva |                                                                                   |
| 29                  | Arnhem, Centraal Station - Doetinchem, Station         | Willemsplein, Velperplein, Station Velperpoort, Huyghenslaan, Vondellaan, Velp (Nordlaan, Emmastraat, Beekhuizenseweg), Rheden (Hotel De Roskam, Overweg, Oranjeweg, Nederlandse Hervormde Kerk), Doesburg (Koepoortwal, Karel Doormansingel, Meipoort, Kraakselaan), Drempt, Hoog-Keppel, Laag-Keppel, Langerak | Hermes (Breng) x Arriva |                                                                                   |
| 33                  | Arnhem, Centraal Station - Nijmegen, Centraal Station  | Willemsplein, Velperplein, De Monchyplein, Oude Huissenseweg, Huissen (Grevenveld, Nielant, Langekerkstraat, Binnenveld, Valom, Polseweg), Angeren, Doornenburg (Stenen Palen, Krakkedel, van Kol, Blauwe Hoek), Gendt (Kapelstraat, Markt, Industrieterrein), Haalderen, Bemmel (Papenstaat, Gemeentehuis, Sportlaan, de Pas), Doornik, Lent (Turennesingel, Lentseveld, Laauwikstraat), Hunnerpark, Burchtstraat, Plein 1944 | Hermes (Breng)          |                                                                                   |
| 43                  | Arnhem, Centraal Station - Apeldoorn, Station          | Velp, Rheden, De Steeg, Ellecom, Dieren, Laag-Soeren, Eerbeek, Loenen, Beekbergen | Hermes (Breng x RRReis) |                                                                                   |
| 51                  | Arnhem, Centraal Station - Wageningen, Busstation      | Oosterbeek, Heveadorp, Doorwerth, Heelsum, Renkum | Hermes (Breng)          |                                                                                   |
| 56                  | Arnhem, Centraal Station - Heteren, Beemdhof           | Station Arnhem Zuid, Driel | Hermes (Breng)          |                                                                                   |
| 60                  | Arnhem, Centraal Station - Tolkamer, Lobede            | Arnhem Centrum, Westervoort, Duiven, Zevenaar, Oud-Zevenaar, Babberich, Herwen, Lobith | Hermes (Breng)          |                                                                                   |
| 62                  | Arnhem, Centraal Station - Duiven, Vergertlaan         | Arnhem Centrum, Westervoort, Station Duiven | Hermes (Breng)          |                                                                                   |
| 72                  | Arnhem, Centraal Station - Huissen, Bergerden          | Winkelcentrum Kronenburg | Hermes (Breng)          | Spitslijn                                                                         |
| 105                 | Arnhem, Centraal Station - Barneveld, Troelstralaan    | Arnhem Willemsplein, Oud-Reemst, Otterlo, Wekerom, De Valk, Station Barneveld Centrum | Hermes (RRReis)         |                                                                                   |
| 231                 | Arnhem, Centraal Station - Apeldoorn, Station          | Arnhem Willemsplein, Apeldoorn (De Maten) | Hermes (RRReis)         | Sneldienst                                                                        |
| 302                 | Arnhem, Centraal Station - Apeldoorn, Station          | Arnhem Willemsplein, Woeste Hoeve, Beekbergen | Hermes (RRReis)         | ComfortRRReis                                                                     |
| Brengdirect         |                                                        | |                         |                                                                                   |
| 300                 | Arnhem, Centraal Station - Nijmegen, Heijendaal        | Velp (Rijnstate locatie Velp) Arnhem (Willemsplein, Velperplein, De Monchyplein), Huissen (Grevenveld, Nielant, Langekerkstraat, Mea Vota, Nieuwediep, Agropark), Bemmel (Papenstaat, Dorpsstraat, Loostraat, Kleine Rome), Ressen (Kerkhofstraat, Transferium Ressen), Lent (Laauwikstraat), Nijmegen (Hunnerpark, Burchtstraat, Plein 1944, Nijmegen CS, Station Heyendaal)                                                  | Hermes (Breng)          | RijnWaalSprinter                                                                  |
| 331                 | Velp Zuid - Nijmegen, Weezenhof/Aldenhof               | Arnhem (HAN, Station Presikhaaf, Station Velperpoort, Velperplein, Willemsplein, Arnhem CS, Rijnstraat, GelreDome, Winkelcentrum Kronenburg, Randweg, Viaduct Kroonse Wal), Elst (Sneeuwjacht, station, De Griend), Oosterhout (Stationsstraat, Oude Groenestraat, Terracottastraat), Lent (Station, Laauwikstraat), Nijmegen (Nijmegen CS, Neerbosscheweg, Station Dukenburg, Meijhorst 13e straat)                           | Hermes (Breng)          | Aldenhof wordt van maandag t/m vrijdag bediend als de Nijmeegse lijn 4 niet rijdt |
| 352                 | Arnhem, Centraal Station - Wageningen, Busstation      | Oosterbeek, Doorwerth, Heelsum, Renkum | Hermes (Breng x RRReis) | ComfortRRReis                                                                     |